# Vågarna, Jämtland
Vågarna är en sjö i Strömsunds kommun i Jämtland och ingår i Indalsälvens huvudavrinningsområde. Sjön har en area på 0,256 kvadratkilometer och ligger 297,9 meter över havet. Sjön avvattnas av vattendraget Fyrån.

## Delavrinningsområde
Vågarna ingår i det delavrinningsområde (704981-147821) som SMHI kallar för Utloppet av Vågarna. Medelhöjden är 320 meter över havet och ytan är 2,33 kvadratkilometer. Räknas de 13 avrinningsområdena uppströms in blir den ackumulerade arean 173,19 kvadratkilometer. Fyrån som avvattnar avrinningsområdet har biflödesordning 3, vilket innebär att vattnet flödar genom totalt 3 vattendrag innan det når havet efter 195 kilometer. Avrinningsområdet består mestadels av skog (41 procent), öppen mark (19 procent) och jordbruk (21 procent). Avrinningsområdet har 0,25 kvadratkilometer vattenytor vilket ger det en sjöprocent på 10,7 procent.